# هوندا سي بي 550
هوندا سي بي 550(بالإنجليزية: Honda CB550)‏ هي دراجة نارية من تصنيع هوندا.